# Kommende Quanthof
Die Kommende Quanthof war eine Niederlassung des Johanniterordens in Quanthof (Ortsteil Benstorf) im Flecken Salzhemmendorf (Landkreis Hameln-Pyrmont, Niedersachsen). Sie wird 1318 erstmals urkundlich genannt. Die meisten Autoren nehmen an, dass Quanthof ursprünglich eine Kommende der Templer war, der nach der Auflösung des Templerordens 1312 in den Besitz des Johanniterordens kam. Dies ist jedoch urkundlich nicht nachweisbar. 1359 verkauften die Johanniter die Kommende Quanthof an den Edlen Herrn Siegfried von Homburg, den Herren einer kleinen Adelsherrschaft um die Homburg bei Stadtoldendorf.

## Lage
Die kleine Siedlung Quanthof liegt zwischen Benstorf (Flecken Salzhemmendorf) und Mehle (Stadt Elze) und gehört zu Benstorf. Dem Namen nach und auch nach der dokumentierten Geschichte war es ursprünglich nur ein großer Hof, von dem erst 1512 fünf kleinere Höfe abgeteilt wurden.

## Vor 1312 – Templerkommende oder ursprüngliche Johanniterkommende?
In den meisten Publikationen wird davon ausgegangen, dass der Quanthof eine frühere Templerkommende war. Es muss hier betont werden, dass diese Annahme durch keine einzige Urkunde gestützt wird. Die Templer hatten in der Umgebung von Hameln Besitz in Harthem (wüst, südlich von Kloster Marienfeld). Auch sind die meisten niedersächsischen Templergüter tatsächlich an den Johanniterorden übergangen. Daher wurde/wird gemeinhin angenommen, dass der Quanthof ebenfalls ursprünglicher Templerbesitz war. In der Stadt Hameln selber ist jedoch kein Tempelhof nachgewiesen. Auch die Flur-, Platz-, Straßen- und Hausnamen enthalten keine Hinweise auf den Templerorden in oder in der Nähe der Stadt Hameln. „Fakt ist, dass viele niedersächsische Templergüter an den Johanniterorden übergingen. Ob dabei die Templerbrüder Vorbesitzer des Quanthofs waren bleibt dabei unbewiesen.“
Eine Urkunde von 1420 lässt eher auf das Gegenteil schließen, d. h., dass Quanthof eine ursprüngliche Johanniterkommende war. In diesem Jahr (1420) bekundete der Johanniterprior Heinrich in Braunschweig, dass Papst Clemens V. 1312 alle Templergüter in den Herrschaften Braunschweig, Lüneburg und Homburg den Johannitern übertragen hätte. Der Quanthof lag damals in der Herrschaft Homburg. Er nimmt aber speziell den Quanthof aus dieser Aufzählung heraus: Et presentim Curiam que vulgariter nuncupatur Quanthof que sita est et jacet in territorio homborgensi inter villam Benstorpe et meddele cum pleno jure et libertate ordinis nostre et publice apparet in priuilegiis nostri ordinis nobis data et indulta a Beatissimo patre nostro celestino diuina prouidencia pape tercii que sub tutela et protectione beati petri et pauli apostolorum et sedis apostolice sedis priuilegio sunt Roborati et communiti. Die Betonung auf priuilegiis nostri, ordinis nostre und nostri ordinis bzw. nobis, lässt recht eindeutig darauf schließen, dass die Johanniter und nicht die Templer den Besitz des Quanthof bereits von Papst Coelestin III. (1191–98) mit allen Rechten und Freiheiten bestätigt bekamen. Der Quanthof war wie die anderen Kirchen des Ordens exemt. Dem Prior Heinrich der Johanniterniederlassung in Braunschweig könnte dabei noch eine alte Urkunde vorgelegen haben. Die Urkunden des Quanthofes könnten nach dessen Verkauf an den Johannishof in Braunschweig oder die Kommende Süpplingenburg gekommen sein. Das Braunschweiger Archiv der Johanniterpriorei kam 1543 nach Süpplingenburg, wo es 1615 beim Brand der dortigen Kommendegebäude vernichtet wurde. Die Autoren, die eine ursprüngliche Templerkommende annehmen, betonen dabei, dass besonders auch die Templergüter in der Herrschaft Homburg erwähnt wurden, und wollen darunter Quanthof mit einbeziehen.
Nach der Urkunde von 1318, in der der Quanthof erstmals urkundlich erwähnt wird, war Gebhard von Bortfelde Kommendator der Kommenden Braunschweig, Goslar und Quanthof. Die drei weit auseinander gelegenen Kommenden standen möglicherweise in einem geschichtlichen Zusammenhang. Die zwei anderen genannten Kommenden (Braunschweig und Goslar) waren ursprünglicher Johanniterbesitz. Es wäre nun ungewöhnlich in diesem Zusammenhang, wenn Quanthof eine ehemalige Templerkommende gewesen wäre. Zwar gehörte das Gebiet um den Quanthof nicht zum Fürstentum Braunschweig-Lüneburg, sondern zum Besitz der Edelherren von Homburg. Die Übertragung des Besitzes der Templer auf die Johanniter gestaltete sich in vielen deutschen Gebieten als schwierig. Im Oktober 1317 beauftragte das in Frankfurt/Main zusammengekommene Provinzialkapitel der Johanniter-Ordensprovinz Alemania den aus Italien stammenden Paolo da Modena damit, „die ehemaligen Templergüter vom Erzbischof von Magdeburg, vom Bischof von Halberstadt, den ehemaligen Templern und anderen geistlichen und weltlichen Personen einzuforden.“ Dieser Beschluss besagt, dass es bis zu diesem Zeitpunkt (Ende 1317) noch nicht gelungen war, die Güter des aufgelösten Templerordens zu übernehmen. Auch verfügte das Ordenskapitel, dass er alle Güter, die er für den Johanniterorden gewinnen konnte, selbst in Besitz nehmen und auf Lebenszeit behalten konnte. Auch durfte er einen Teil der Einkünfte dieser Güter selber behalten. Die ehemalige Templerkommende Topfstedt konnte er noch 1317 übernehmen; in einer Urkunde datierend vom 16. Dezember 1317 ist er als Kommendator von Topfstedt, in einer Urkunde vom 29. Januar 1318 ist er als Kommendator von Topfstedt und Erfurt nachgewiesen. Im Januar 1318 konnte er mit dem brandenburgischen Markgrafen Waldemar den Kremmener Vertrag abschließen, der die Übertragung der Templergüter in der Mark Brandenburg regelte. In dieser Urkunde ist Gebhard von Bortfelde als Kommendator von Braunschweig und Goslar als einer von nur drei in dieser Urkunde genannten Johanniter-Kommendatoren erwähnt.
Im Sommer/Herbst ernannte da Modena auf einem Balivialkapitel im Kreuzhof in Magdeburg den braunschweigischen Adligen Gebhard von Bortfelde zu seinem Generalprocuratur. Zu diesem Zeitpunkt war Gebhard von Bortfelde bereits Kommendator der drei Kommenden Braunschweig, Goslar und Quanthof. Er hätte also zwischen Januar und Sommer/Herbst die (Templer-)Kommende Quanthof in seiner Funktion als Kommendator von Braunschweig und Goslar übernommen.
Im Fürstentum Braunschweig-Lüneburg konnte Gebhard von Bortfelde erst 1321 einen Vertrag mit dem letzten Templerkommendator Herzog Otto von Braunschweig zur Übertragung der Templergüter an den Johanniterorden erzielen. Zur endgültigen Besitznahme kam es sogar erst 1357. Es wäre doch erstaunlich, wenn es Gebhard von Bortfelde schon 1318 gelungen wäre, eine frühere Templerkommende in Besitz zu nehmen.
Wie dem auch sei, ob ursprüngliche Templerkommende oder ursprüngliche Johanniterkommende, mit Beginn der urkundlichen Überlieferung war Quanthof eine Kommende des Johanniterordens.

## Geschichte
Der Quanthof lag zur Zeit seiner Ersterwähnung 1318 im Herrschaftsbereich der Edelherren von Homburg und ihres Herrensitzes der Burg Homburg bei Stadtoldendorf. Und letztendlich verkauften die Johanniter den Quanthof 1359 auch an dieses Adelsgeschlecht.
Die Homburg gehörte 1152 zum Herrschaftsgebiet von Heinrich dem Löwen, der das Gebiet 1183 an das Bistum Hildesheim abtreten musste. Wie im Falle der Kommenden Braunschweig und Goslar käme auch hier als Stifter der Kommende Quanthof Heinrich der Löwe in Frage, oder im Fall von Quanthof auch ein Gefolgsmann, der ihn auf der Pilgerreise ins Heilige Land begleitete. Bischof Adelog von Hildesheim verlieh die Homburg zur Hälfte an die Brüder Ludolf und Adolf von Dassel und zur anderen Hälfte an die Brüder Bodo und Berthold, die sich nun von Homburg nannten.
Zum Quanthof gehörten nicht nur zwölf freie Hufen samt Wiesen und Weiden sowie die Mühle an der Saale, sondern als Zubehör auch sieben Hufen zu Sehlde auf dem Felde zu Reinlevessen (wüst gefallenes Dorf), dreieinhalb Hufen zu Deilmissen, drei Hufen zu Everdessen (wüst gefallenes Dorf), der Zehnt zu Esbeck und die Abgabe von 60 Sack Salz aus der Saline von Hemmendorf.
1318 bezeichnete sich Gebhard von Bortfelde als Kommendator von Braunschweig, Goslar und Quanthof. Da Gebhard von Bortfelde als Generalpräzeptor des Johanniterordens in Sachsen, der Mark Brandenburg und dem Wendland ein vielbeschäftigter Mann war, setzte er für Quanthof einen procurator ein; für 1328 ist der Braunschweiger Ordensbruder Everhard als procurator belegt. In einer für die Komturei Nemerow ausgestellten Urkunde wird für 1349 noch ein Prior Andrea(s) erwähnt. In einer Urkunde von 1358 tritt als Zeuge auch der Kommendator von Quanthof auf.
1359 verkaufte Hermann von Warberg, Herrenmeister den Quanthof mit Zubehör (sieben Hufen zu Sehlde auf dem Felde zu Reinlevessen (wüst gefallenes Dorf), dreieinhalb Hufen zu Deilmissen, drei Hufen zu Everdessen (wüst gefallenes Dorf), den Zehnt zu Esbeck und die Abgabe von 60 Sack Salz aus dem Salzwerk von Hemmendorf) an Siegfried (Sifrid) von Homburg um 600 Mark lötiges Silber Braunschweiger Gewichts und Währung. Am 30. November 1360 verkauften Sigward (Syuerd) von Homburg und seine Söhne Rudolf und Heinrich die sieben Hufen und zwei Meierhöfe im Dorf Sehlde an das Kloster Wülfinghausen.
1409 verkaufte dann Heinrich von Homburg den Quanthof um 700 rheinische Gulden an das Karthäuserkloster in Hildesheim.
1420 bekundete Prior Heinrich in Braunschweig, dass Papst Clemens V. alle Templergüter in den Herrschaften Braunschweig, Lüneburg und Homburg den Johannitern übertragen hätte. Er nimmt aber speziell den Quanthof aus dieser Aufzählung heraus. Danach hätten die Johanniter (die Betonung liegt auf ordinis nostre) den Besitz des Quanthof bereits von Papst Coelestin III. (1191–98) mit allen Rechten und Freiheiten bestätigt bekommen. Der Quanthof war wie die anderen Kirchen des Ordens exemt. Der Grund für die Ausstellung dieser Urkunde erschließt sich nicht.
Am 24. Juni 1425 veräußerten die Karthäuser den Quanthof mit Konsens der Herzöge Bernhard, Otto und Wilhelm an das Kloster Wülfinghausen. 1512 teilte das Kloster drei Meierhöfe und zwei Kothhöfe ab.
Daniel Eberhard Baring erwähnt in seiner Descriptio salae principatus Calenbergici  aus dem Jahr 1744, dass neben den Wirtschaftsgebäuden eine Wohnung für den Probst bestand. Die Angabe dürfte sich auf die Besitzzeit des Klosters Wülfinghausen beziehen. Die Kapelle des Hofes soll nach Baring im Dreißigjährigen Krieg eingegangen sein.

### Komture/Kommendatoren und Verwalter
- 1318–28 Gebhard von Bortfeld, Komtur von Braunschweig, Goslar und Quanthof[9]
- 1328 Everhardus, provisor[16]
- 1349 Andrea(s), Prior im Quanthof[17]
- 1358 Baldewinus van Reden/Rehden, Kommendator[18]

## Belege